# Ambejogai
Ambejogai (o Ambajogai, Ambe, Mominabad) è una città dell'India di 69.277 abitanti, situata nel distretto di Beed, nello stato federato del Maharashtra. In base al numero di abitanti la città rientra nella classe II (da 50.000 a 99.999 persone).

## Geografia fisica
La città è situata a 18° 43' 60 N e 76° 22' 60 E e ha un'altitudine di 644 m s.l.m..

## Società

### Evoluzione demografica
Al censimento del 2001 la popolazione di Ambejogai assommava a 69.277 persone, delle quali 36.335 maschi e 32.942 femmine. I bambini di età inferiore o uguale ai sei anni assommavano a 9.237, dei quali 4.853 maschi e 4.384 femmine. Infine, coloro che erano in grado di saper almeno leggere e scrivere erano 48.910, dei quali 28.250 maschi e 20.660 femmine.